# Les Bidochon en habitation à loyer modéré
 (janvier 2023).
Si vous disposez d'ouvrages ou d'articles de référence ou si vous connaissez des sites web de qualité traitant du thème abordé ici, merci de compléter l'article en donnant les références utiles à sa vérifiabilité et en les liant à la section « Notes et références ».
Les Bidochon en habitation à loyer modéré est le troisième tome de la série Les Bidochon créée par Christian Binet, paru en 1982.

## Synopsis
Ayant finalement réussi à louer une HLM dans la banlieue parisienne ; les Bidochons vont découvrir les avantages et surtout les inconvénients d'une HLM durant cette histoire: locataires bruyants, espaces aménagés très réduits, noceurs de 22 h 1 et surtout les planchers non insonorisés.

## Commentaires
- Le tome se présente comme une sorte de manuel destiné aux profanes des HLM. On y apprend le fonctionnement du vide-ordure, les règles de vie, les différents matériaux de construction, la loi de la cage d'escalier…
- Comme c'est souvent le cas, Christian Binet semble s'être inspiré de sa propre histoire pour écrire ce tome. On le voit notamment aux dédicaces de fin d'album.

## Couverture
Les Bidochon, réveillés en pleine nuit, sortent sur leur palier en pyjama et regardent, les yeux remplis de colère, l'étage du dessus où une fête endiablée semble se dérouler.

## Prix
- Prix RTL de la meilleure série.